# ジュニオール・モンテイロ
ジュニオール（Júnior）こと、ジルド・オリンピオ・セナ・モンテイロ（Gildo Olímpio Sena Monteiro、1991年4月20日 - ）は、カーボベルデ出身のプロサッカー選手。ポルトガルのFCアロウカ所属。ポジションは、ミッドフィールダー（ウイング）。

## クラブ歴
2017年6月19日、リーガプロのウニオン・マデイラへ加入した。
2018年8月12日、クラブの降格に伴い、アカデミカ・コインブラと契約を結んだ。

## 代表歴
2018年6月3日、アンドラとの親善試合でカーボベルデ代表デビューを果たした。試合は0-0（PK戦4-3）で勝利した